# 崔贵妃 (宋朝)
崔贵妃（1091年—1130年），北宋宋徽宗的貴妃，生汉王赵椿和帝姬五人。
崔氏初为御侍，受宋徽宗寵愛，大观三年（1109年）封平昌郡君，后历封才人、美人、婕妤、婉容、贤妃、德妃、貴妃。宣和三年（1121年），刘安妃逝世，宋徽宗悼念至深。后宫都去吊唁，宋徽宗和她们一起哭泣，只有崔妃没有悲痛之容。宋徽宗怀疑她有巫蛊之术。崔妃推荐的算命者刘康孙被捕送开封府监狱。医生曹孝忠被认为为刘安妃医病不力，宦官王尧臣盗金珠出金明池游宴，一起治罪。曹孝忠、王尧臣、刘康孙一起诛死。
宣和四年（1122年）七月二日，徽宗下诏书废崔贵妃为庶人。靖康之变，三十六岁的崔氏随徽宗、欽宗一起被俘到金朝。以後详情不明。

## 子女
- 趙金仙（徽福帝姬，或称徽福公主，追封悼穆）
- 趙三金（敦淑帝姬，或称壽福公主）
- 漢王趙椿
- 趙串珠（寧福帝姬，或称寧福公主）
- 趙香雲（仁福帝姬，追封順穆）
- 趙佛保（永福帝姬，或称永福公主）